# Fehlpressung
Als Fehlpressung bezeichnet man die mit Mängeln behaftete Herstellung einer CD, DVD oder Schallplatte bzw. das fehlerhafte Produkt selbst. Diese Mangelhaftigkeit bezieht sich weniger auf die Qualität des Produkts (Störungen bei der Wiedergabe oder Ähnliches), eine solche Ware wird als Fehlproduktion (Ausschuss) gewertet. Vielmehr liegt eine Fehlpressung dann vor, wenn der Inhalt des Mediums nicht dem üblichen bzw. dem zu erwartenden entspricht.
Als Beispiel einer Fehlpressung gilt etwa eine Ausgabe des Albums Teaser and the Firecat von Cat Stevens aus dem Jahr 1971, bei dem auf der B-Seite statt der (auch laut aufgedrucktem Etikett zu erwartenden) Cat-Stevens-Lieder zur Gänze die B-Seite des Albums Aqualung von Jethro Tull aufgepresst ist. Etwas bekannter ist die erste Ausgabe des Albums "Hot Rocks" von den Rolling Stones. Auf dieser Version waren für die Stücke "Wild Horses" und "Brown Sugar" irrtümlich die falschen Versionen verwendet worden. Ebenfalls als Fehlpressung zu werten ist der Fall einer 2011 veröffentlichten 3-CD-Kompilation mit Liedern von Georg Danzer, in welcher statt zwei der für die Sammlung vorgesehenen Lieder zwei andere Titel enthalten sind.
Eine Fehlpressung kann grundsätzlich auch in Form einer falschen Reihenfolge von Liedern vorliegen. Solche Produkte sind aber nicht zu verwechseln mit länderspezifischen Ausgaben eines Albums, bei denen die enthaltenen Liedtitel oder ihre Reihenfolge oder beides variieren. Oft als Fehlpressung bezeichnet, aber als eine solche nicht zu werten sind Alben, die einen vollkommen korrekten Inhalt haben, aber mit falschen Beschriftungen oder mit falsch aufgedruckten Etiketten versehen und folglich auch in falschen Verpackungen verkauft worden sind.
Echte Fehlpressungen können bei Sammlern zu begehrten Raritäten gehören und sind diesbezüglich vergleichbar mit Fehlprägungen bei Münzen und Fehldrucken bei Briefmarken oder Wertpapieren.